# Округ Смит (Канзас)
Округ Смит (енгл. Smith County) је округ у америчкој савезној држави Канзас. По попису из 2010. године број становника је 3.853. Седиште округа је град Смит Сентер.

## Демографија
Према попису становништва из 2010. у округу је живело 3.853 становника, што је 683 (15,1%) становника мање него 2000. године.
| Група             | 2000.         | 2010.         |
| Белци             | 4.463 (98,4%) | 3.712 (96,3%) |
| Афроамериканци    | 5 (0,1%)      | 10 (0,3%)     |
| Азијати           | 2 (0,0%)      | 7 (0,2%)      |
| Хиспаноамериканци | 33 (0,7%)     | 57 (1,5%)     |
| Укупно            | 4.536         | 3.853         |